# Grimmův zákon

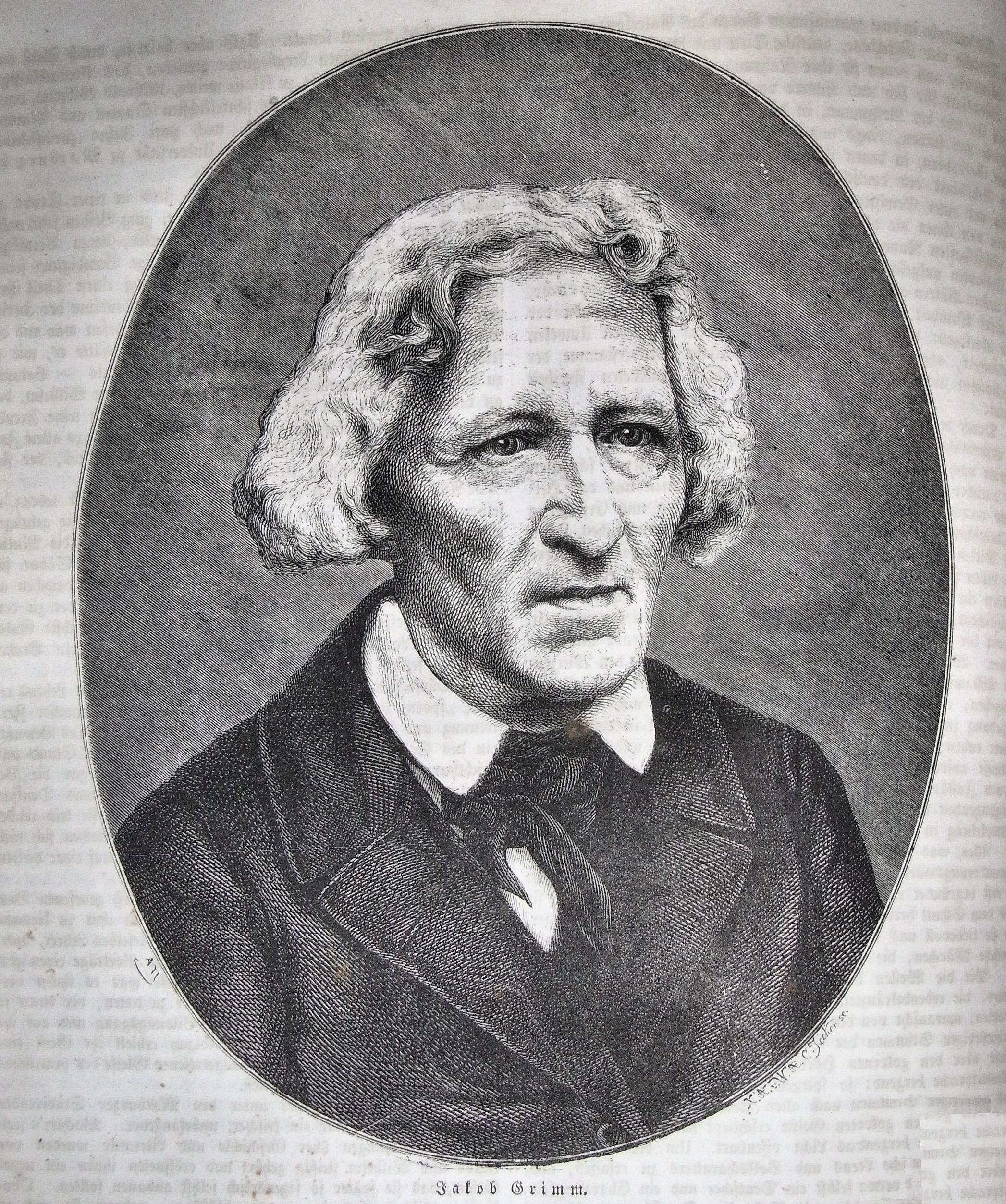
Německý právník a filolog Jacob Ludwig Karl Grimm

Grimmův zákon (Die erste Lautverschiebung nebo první germánské posouvání hlásek) byla fonetická změna pragermánštiny, která spočívala v přechodu indoevropských plozivních souhlásek. Poprvé byl popsán v roce 1814 (někdy uvádějí[kdo?] datum 1818) dánským jazykovědcem Rasmusem Raskem, ale nezávisle jej odhalil a v roce 1822 zformuloval a prozkoumal německý filolog Jacob Grimm, po němž byl později pojmenován. Sám Grimm užíval termín "posouvání hlásek" (Lautverschiebung). Grimmův zákon (spolu s Vernerovým zákonem) považují vědci za jeden z nejvýznamnějších fonetických změn v historické lingvistice.

## Popis
Grimmův zákon se týká původně PIE (protoindoevropských) souhlásek, konkrétně ploziv, a zahrnuje tři změny:
1. PIE neznělé plozivy se frikativizují (srv. latinské pēs, pedis, řecké πούς s anglickým foot a německým Fuß)
2. PIE znělé plozivy se desonorizují (srv. latinské decem nebo řecké δέκα s anglickým ten)
3. PIE aspirované plozivy ztrácí aspiraci (srv. sanskrtské bhrātṛ s českým bratr, anglickým brother a německým Bruder)

Ve všech uvedených příkladech latinské, řecké a sanskrtské nástupnické hlásky (střídnice) zachovaly PIE stav, zatímco germánské podstoupily hláskovou změnu (v posledním případě sdílenou i se slovanskými).